# Laura de Noves
Laura de Noves (také de Sade, 1310 – 1348) byla francouzská šlechtična. Je známa především díky tomu, že pravděpodobně jí věnoval Francesco Petrarca své milostné básně, ačkoliv to není definitivně potvrzeno. O jejím životě je známo velmi málo historických informací. Narodila se v Avignonu v roce 1310 (byla o šest let mladší než básník), jejím otcem byl rytíř Audibert de Noves. Vdala se ve věku 15 let (16. ledna 1325) za hraběte Huguese de Sade, vzdáleného předka markýze de Sade (který se několikrát s chloubou zmínil, že je potomkem Laury de Sade). Petrarca ji poprvé uviděl na Velký pátek (6. dubna) 1327 v Avignonu, na velikonoční mši. Měla mnoho dětí, žila ctnostným životem. Petrarca se do ní platonicky zamiloval a napsal celou řadu básní, idealizujících ji. Tyto básně patří k nejvýznamnějším dílům evropské literatury. Laura zemřela v roce 1348, i po její smrti o ní ovšem Petrarca napsal celou řadu básní.

### Reference

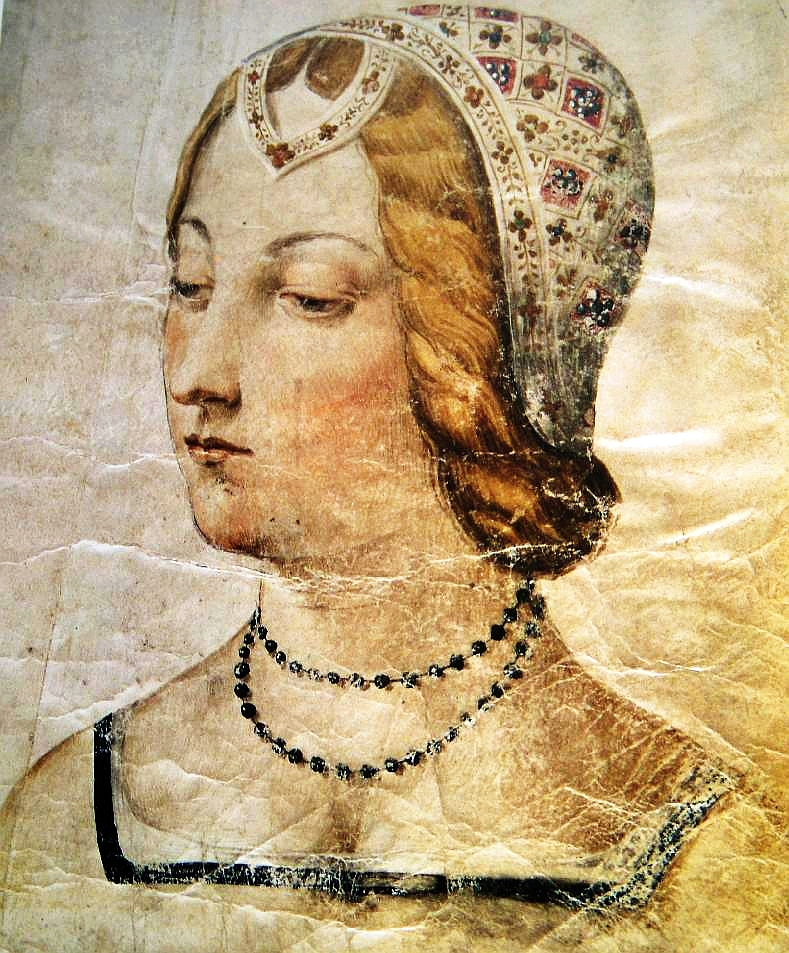
Laura de Noves